# Gaetulia koebelei
Gaetulia koebelei är en insektsart som beskrevs av Frederick Arthur Godfrey Muir 1924. Gaetulia koebelei ingår i släktet Gaetulia och familjen Nogodinidae. Inga underarter finns listade i Catalogue of Life.